# Bloemfontein (stacja kolejowa)
Bloemfentein – stacja kolejowa w Bloemfontein, w prowincji Wolne Państwo, w Republice Południowej Afryki. Znajdują się tu 4 perony.